# バラエティ7
『バラエティ7』（バラエティ セブン、VARIETY SEVEN）は、2009年4月から2011年9月までテレビ東京（TXN）系列で毎週月曜日から土曜日（テレビ東京以外は土曜版を除く）の深夜に放送されていたバラエティコンプレックス番組である。略称は「V7」で、新聞のテレビ欄では略称で記述されている。
バラエティ7の「7」はテレビ愛知を除くTXN系列各局の地上デジタル放送のリモコンキーIDから由来しており、リモコンキーIDが「10」であるテレビ愛知では枠名称が『バラエティ10〜っと』（バラエティ じゅ〜っと、略称「V10」）となっている。
本ページでは、同枠の前々番組『Gパラダイス』と前番組『スポパラ』についても紹介する。

## 概要
元々は1998年に『スポーツTODAY』の平日の放送を10分に縮小した『スポーツ10ミニッツ』(23:45 - 23:55) と、その後の深夜のゴールデンタイム化を目指した『Gパラダイス』(23:55 - 翌0:35) の枠だった。それが、2002年に2つの番組枠を統合して、『スポパラ』として23:50 - 翌0:45で放送されるようになった。その後、直前の『ワールドビジネスサテライト』の2度の時間延長により全体の時間枠が変更され、2003年4月からは23:55 - 翌0:50、そして2005年4月からは23:58 - 翌0:53となった（2007年4月以降水曜版のみ一部の地域を除いて23:58 - 翌1:13に拡大される）。
『スポパラ』の名称はスポーツニュースと旧・『Gパラダイス』をひとくくりにしたという意味が込められている。
テレビ東京以外のTXN系列局では放送日程・時間が一部異なる番組がある。またBSジャパンでも一部時差放送されている番組がある。なお、バラエティ枠の番組についても他系列のテレビ局へそれぞれ遅れネットされている。
2009年4月の改編で、番組枠名が『バラエティ7』（テレビ愛知は『バラエティ10〜っと』）と変更となり、テレビ東京の日曜未明の放送枠であった『テレ土』（日曜0:55 - 2:40〈土曜深夜〉）を吸収したため、月曜版から土曜版まで（テレビ東京以外は金曜版まで）の深夜放送枠となる。また、テレビ東京については金曜版のバラエティ枠が前半・後半（翌0:12 - 1:23）の2部構成となった（テレビ東京以外は前半のみ放送）。
EPGでは基本的に『バラエティ7』として1番組扱いになっている。

### 2010年秋改編 - 『バラエティ7』解消
2010年10月の改編で、月 - 水曜版のバラエティ枠のラインナップが『ゴッドタン』を除き大幅に変更となると同時に、土曜版の放送枠がこれまでの3部構成から、翌0:55 - 1:25に放送されていた第1部が廃止となり、『やりすぎ本番』以来となる前半（翌1:20 - 2:05、旧：第2部）・後半（翌2:05 - 2:35、旧：第3部）の2部構成に変更されて放送時間が5分繰り上がり、同時に土曜はEPGにおいて『バラエティ7』として1番組扱いになっていたものがそれぞれ単独番組の扱いとなった。EPGにおける『バラエティ7』としての1番組扱いも、月 - 金曜版のみ（金曜は『neo sports』と『ドラマ24』〈テレビ大阪は『きらきらアフロ』〉のみ）となった。
2011年9月以後は新聞の番組表における月 - 金曜版においても、『neo sports』とバラエティの各番組は別番組扱いとなった他、10月からはEPGでも『neo sports』とバラエティの各番組は別番組扱い（一部を除き単独番組化）となったと同時に、本枠の名称も消滅し、月 - 金曜版は『Gパラダイス』から、土曜版は『テレ土』からそれぞれ続いたテレビ東京系における深夜番組レーベルも消滅した。
なお月 - 金曜は、2012年10月に『ソコアゲ★ナイト』で1年ぶりにテレビ東京系における深夜番組レーベルが復活している。

## 放送時間
いずれも2011年9月の枠終了時点。

### スポーツニュース枠
- neo sports（23:58 - 翌0:12）

『neo sports』はハイビジョン制作でネットワークセールス枠となっている。土曜・日曜にも単独番組として放送され、完全な帯番組となっていた。
CMを除いたスタートは23:59:45であった。

### バラエティ枠
- 月曜版・火曜版・木曜版 翌0:12 - 0:53

水曜版 翌0:12 - 0:43（前半）・翌0:43 - 1:13（後半）- テレビ大阪は『ゴッドタン』で飛び降り。
金曜版 翌0:12 - 0:53（前半）・翌0:53 - 1:23（後半）- テレビ北海道・テレビ愛知・テレビせとうち・TVQ九州放送は『ドラマ24』で、テレビ大阪は『きらきらアフロ』でそれぞれ飛び降り。
土曜版 翌1:20 - 翌2:05（前半）・翌2:05 - 2:35（後半）- テレビ東京のみ放送。
- ローカルセールス枠だったため、系列局によっては遅れネットや未放映の番組もあった（詳しくは各番組の項参照）。『V7』開始以降、開始時刻が5秒繰り上げて放送していた。

### 変遷
| 放送期間 | 放送期間 | 総称        | 放送時間 (JST)       | 放送時間 (JST)       | 放送時間 (JST)       | 放送時間 (JST)       | 放送時間 (JST)       | 放送時間 (JST)       |
| 放送期間 | 放送期間 | 総称        | スポーツニュース枠   | バラエティ枠         | バラエティ枠         | バラエティ枠         | バラエティ枠         | バラエティ枠         |
| 放送期間 | 放送期間 | 総称        | 月曜 - 金曜版        | 月曜 - 火曜版        | 水曜版               | 木曜版               | 金曜版               | 土曜版               |
| -------- | -------- | ----------- | -------------------- | -------------------- | -------------------- | -------------------- | -------------------- | -------------------- |
| 1998.04  | 2002.03  | Gパラダイス | (放送無し)           | 23:55 - 翌0:35(40分) | 23:55 - 翌0:35(40分) | 23:55 - 翌0:35(40分) | 23:55 - 翌0:35(40分) | (放送無し)           |
| 2002.04  | 2003.03  | スポパラ    | 23:50 - 翌0:04(14分) | 翌0:04 - 0:45(41分)  | 翌0:04 - 0:45(41分)  | 翌0:04 - 0:45(41分)  | 翌0:04 - 0:45(41分)  | (放送無し)           |
| 2003.04  | 2005.03  | スポパラ    | 23:55 - 翌0:09(14分) | 翌0:09 - 0:50(41分)  | 翌0:09 - 0:50(41分)  | 翌0:09 - 0:50(41分)  | 翌0:09 - 0:50(41分)  | (放送無し)           |
| 2005.04  | 2007.03  | スポパラ    | 23:58 - 翌0:12(14分) | 翌0:12 - 0:53(41分)  | 翌0:12 - 0:53(41分)  | 翌0:12 - 0:53(41分)  | 翌0:12 - 0:53(41分)  | (放送無し)           |
| 2007.04  | 2009.03  | スポパラ    | 23:58 - 翌0:12(14分) | 翌0:12 - 0:53(41分)  | 翌0:12 - 1:13(61分)  | 翌0:12 - 0:53(41分)  | 翌0:12 - 0:53(41分)  | (放送無し)           |
| 2009.04  | 2010.09  | バラエティ7 | 23:58 - 翌0:12(14分) | 翌0:12 - 0:53(41分)  | 翌0:12 - 1:13(61分)  | 翌0:12 - 0:53(41分)  | 翌0:12 - 1:23(71分)  | 翌0:55 - 2:40(105分) |
| 2010.10  | 2011.09  | バラエティ7 | 23:58 - 翌0:12(14分) | 翌0:12 - 0:53(41分)  | 翌0:12 - 1:13(61分)  | 翌0:12 - 0:53(41分)  | 翌0:12 - 1:23(71分)  | 翌1:20 - 2:35(75分)  |

## 放送されていた番組
- 放送されていた番組はGパラダイス時代の番組も含めて掲載している（便宜上、『スポーツ10ミニッツ』も掲載した）。テレ土時代の番組はテレ土#放送された番組を参照。太字はテレ土から引き継がれた番組並びに2011年10月以降単独番組化された番組。

| 番組開始   | 総称        | 帯番組枠            | 月曜版             | 火曜版                                 | 水曜版                              | 水曜版                                 | 木曜版               |
| ---------- | ----------- | ------------------- | ------------------ | -------------------------------------- | ----------------------------------- | -------------------------------------- | -------------------- |
| 1998年04月 | Gパラダイス | スポーツ 10ミニッツ | 乙女のザンゲ       | 大爆笑問題                             | シェイプUPガールズの もっと遊びたい | シェイプUPガールズの もっと遊びたい    | 今夜も千両箱         |
| 1998年10月 | Gパラダイス | スポーツ 10ミニッツ | あの娘に 会いたい  | 大爆笑問題                             | 爆裂遊戯団                          | 爆裂遊戯団                             | 今夜も千両箱         |
| 1999年04月 | Gパラダイス | スポーツ 10ミニッツ | あの娘に 会いたい  | 対爆笑問題                             | 国産ひな娘                          | 国産ひな娘                             | 今夜も千両箱         |
| 1999年10月 | Gパラダイス | スポーツ 10ミニッツ | あの娘に 会いたい  | 対爆笑問題                             | ヒロスポ!                           | ヒロスポ!                              | 今夜も千両箱         |
| 2000年04月 | Gパラダイス | スポーツ 10ミニッツ | 天の恵             | 対爆笑問題                             | ヒロスポ!                           | ヒロスポ!                              | 今夜も千両箱         |
| 2000年10月 | Gパラダイス | スポーツ 10ミニッツ | 天の恵             | クイズ! 爆笑難問題                     | コロシアム                          | コロシアム                             | 今夜も千両箱         |
| 2001年04月 | Gパラダイス | スポーツ 10ミニッツ | 天の恵             | クイズ! 爆笑難問題2                    | コロシアム                          | コロシアム                             | 今夜も千両箱         |
| 2001年10月 | Gパラダイス | スポーツ 10ミニッツ | 人妻温泉           | 爆笑問題の 三者面談                    | ナミダメ                            | ナミダメ                               | 今夜も千両箱         |
| 2002年04月 | スポパラ    | 激スポ!             | 人妻温泉           | サッカーTV                             | タレコミ                            | タレコミ                               | 今夜も千両箱         |
| 2002年07月 | スポパラ    | 激スポ!             | お叱り! 丸刈りーた | 小倉・高田の 55BOYS                    | タレコミ                            | タレコミ                               | 今夜も千両箱         |
| 2002年10月 | スポパラ    | 激スポ!             | MARU,GARITA        | 小倉・高田の 55BOYS                    | タレコミ                            | タレコミ                               | 今夜も千両箱         |
| 2003年01月 | スポパラ    | 激スポ!             | MARU,GARITA        | きらきらアフロ                         | タレコミ                            | タレコミ                               | 今夜も千両箱         |
| 2003年04月 | スポパラ    | 激スポ!             | やるヌキッ祭       | きらきらアフロ                         | タレコミ                            | タレコミ                               | 今夜もドル箱         |
| 2003年10月 | スポパラ    | 激スポ!             | やるヌキッ祭       | きらきらアフロ                         | 大人のコンソメ                      | 大人のコンソメ                         | 今夜もドル箱         |
| 2004年04月 | スポパラ    | スポ魂!             | きらきらアフロ     | 裏ジャニ                               | やりにげコージー                    | やりにげコージー                       | 今夜もドル箱         |
| 2004年10月 | スポパラ    | スポ魂!             | きらきらアフロ     | 裏ジャニ                               | やりにげコージー                    | やりにげコージー                       | 新・今夜も ドル箱    |
| 2005年04月 | スポパラ    | スポ魂!             | きらきらアフロ     | ∞のギモン                              | 芸能人専用タクシー し〜たく         | 芸能人専用タクシー し〜たく            | 新・今夜も ドル箱    |
| 2005年10月 | スポパラ    | スポ魂!             | きらきらアフロ     | スカ☆J                                 | サイコラッ!                         | サイコラッ!                            | 怒りオヤジ3          |
| 2006年04月 | スポパラ    | スポ魂!             | きらきらアフロ     | スカ☆J                                 | 神経質バラエティー 心配さん         | 神経質バラエティー 心配さん            | 怒りオヤジ3          |
| 2007年04月 | スポパラ    | メガスポ!           | きらきらアフロ     | おもてなし 音楽バラエティ むちゃ∞ブリ! | ゴッドタン                          | メデューサの瞳 〜人を見抜く 天才たち〜 | 怒りオヤジ3          |
| 2008年04月 | スポパラ    | メガスポ!           | きらきらアフロ     | ありえへん ∞世界                       | ゴッドタン                          | オニ発注                               | 怒りオヤジ3          |
| 2008年10月 | スポパラ    | メガスポ!           | きらきらアフロ     | ありえへん ∞世界                       | ゴッドタン                          | しょこ♥リータ                          | 怒りオヤジ3          |
| 2009年04月 | バラエティ7 | neo sports          | きらきらアフロ     | ありえへん ∞世界                       | ゴッドタン                          | THEフライト 翼の時間                   | モヤモヤ さまぁ〜ず2 |
| 2009年07月 | バラエティ7 | neo sports          | きらきらアフロ     | ありえへん ∞世界                       | ゴッドタン                          | The Hills                              | モヤモヤ さまぁ〜ず2 |
| 2010年01月 | バラエティ7 | neo sports          | きらきらアフロ     | ありえへん ∞世界                       | ゴッドタン                          | 極嬢ヂカラ                             | モヤモヤ さまぁ〜ず2 |
| 2010年04月 | バラエティ7 | neo sports          | きらきらアフロ     | ありえへん ∞世界                       | ゴッドタン                          | 極嬢ヂカラ                             | くだまき八兵衛       |
| 2010年10月 | バラエティ7 | neo sports          | ハケンOLは 見た!   | 極嬢ヂカラ Premium                     | ゴッドタン                          | きらきらアフロ                         | くだまき八兵衛       |
| 2011年01月 | バラエティ7 | neo sports          | ハケンOLは 見た!   | 極嬢ヂカラ Premium                     | ゴッドタン                          | きらきらアフロ                         | くだまき八兵衛X      |

| 放送開始   | 総称        | 金曜版       | 金曜版       | 旧・土曜版1部     | 土曜版                                      | 土曜版                         |
| ---------- | ----------- | ------------ | ------------ | ----------------- | ------------------------------------------- | ------------------------------ |
| 1998年04月 | Gパラダイス | RAVE2001     | RAVE2001     | （放送なし）      | （放送なし）                                | （放送なし）                   |
| 2000年10月 | Gパラダイス | debuya       | debuya       | （放送なし）      | （放送なし）                                | （放送なし）                   |
| 2002年04月 | スポバラ    | debuya       | debuya       | （放送なし）      | （放送なし）                                | （放送なし）                   |
| 2003年10月 | スポバラ    | えぐら開運堂 | えぐら開運堂 | （放送なし）      | （放送なし）                                | （放送なし）                   |
| 2005年04月 | スポバラ    | えぐら開運堂 | えぐら開運堂 | （放送なし）      | （『テレ土』）                              | （『テレ土』）                 |
| 2005年10月 | スポバラ    | ドラマ24     | ドラマ24     | （放送なし）      | （『やりすぎ上海』）                        | （『やりすぎ上海』）           |
| 2007年04月 | スポバラ    | ドラマ24     | ドラマ24     | （放送なし）      | （『やりすぎ本番』）                        | （『やりすぎ本番』）           |
| 2007年10月 | スポバラ    | ドラマ24     | ドラマ24     | （『テレ土』1部） | （『テレ土』2部・3部）                      | （『テレ土』2部・3部）         |
| 2009年04月 | バラエティ7 | ドラマ24     | 遠藤淳       | イツザイ          | アリケン                                    | FUJIWARAの ありがたいと思えッ! |
| 2009年10月 | バラエティ7 | ドラマ24     | 遠藤淳       | 音楽ば〜か        | アリケン                                    | FUJIWARAの ありがたいと思えッ! |
| 2010年07月 | バラエティ7 | ドラマ24     | 宇宙犬作戦   | 音楽ば〜か        | アリケン                                    | FUJIWARAの ありがたいと思えッ! |
| 2010年10月 | バラエティ7 | ドラマ24     | 宇宙犬作戦   | （廃枠）          | アリなし 〜アリケン★ゴールデン スタジアム〜 | 板尾ロマン                     |
| 2011年01月 | バラエティ7 | ドラマ24     | シロウト名鑑 | （廃枠）          | アリなし 〜アリケン★ゴールデン スタジアム〜 | 板尾ロマン                     |

外部リンク
- Gパラダイス

### 地方局独自編成
テレビ大阪制作
- つるぴん!〜喫茶店の会話（火曜版差し替え番組、2000年7月 - 2001年3月）
- 妖怪ブッサイくん（水曜版差し替え番組、2002年10月 - 2003年3月）
- フットボール汗（水曜版差し替え番組、2004年4月 - 2005年3月）
- P-1ゴールドラッシュ（水曜版後半差し替え番組、2007年4月 - ）　-　『バラエティ7』とは別扱い。

テレビ愛知制作
- 愛のお言葉バラエティー 千のバイブル（月曜版差し替え番組、2001年4月 - 9月）
- ファンタメTV（水曜版差し替え番組、2004年1月 - 3月 → 火曜版差し替え番組、2004年4月 - 2005年3月）
- ボニータ!ボニータ!! 〜名古屋ガールズコレクション〜（月曜版差し替え番組、2007年8月 - 2008年9月） - 『スポパラ』とは別扱い。2008年10月に日曜午前に移動。

テレビ北海道制作
- WHAM!（月曜版差し替え番組、2003年1月 - 12月）

『ドラマ24』再放送
- モテキ☆リターンズ（テレビ愛知、月曜版差し替え番組、2011年7月 - 9月）
- モテキ（テレビせとうち、木曜版差し替え番組、2011年7月 - 9月） - 2011年10月20日まで単独番組扱いで放送。

### ゴールデンタイムに昇格した番組
- debuya（『元祖!でぶや』に改題して2003年10月から2008年3月まで放送）
- モヤモヤさまぁ〜ず2（2010年4月から日曜19時枠に昇格、2013年10月に18時30分からの90分枠に拡大）
- ありえへん∞世界（2010年10月から火曜19時枠に昇格、2012年10月に火曜19時54分枠に移動）

他の深夜番組レーベルと比べゴールデンタイムに昇格した番組は少なかった。

### その他枠移動
- やりにげコージー（2005年4月に『やりすぎコージー』に改題して『テレ土』前半へ移動後[8]、2008年10月にゴールデンに昇格し、2011年9月まで放送）
- イツザイ（2009年10月に『イツザイS』に改題して火曜1時（月曜深夜）→月曜0時35分（日曜深夜）へ移動し、2010年6月まで放送）

### 2011年10月以降単独番組化された番組
- neo sports（2012年9月までは時間変更なしで放送。2012年10月から月 - 木曜版は火 - 金曜0:45 - 1:00（月 - 木曜深夜）に変更、金曜版は変更なし。2014年4月1日（3月31日深夜）から『ネオスポーツ the documentary!』へ改題）
- 極嬢ヂカラPremium（時間変更なしで2012年9月まで放送）
- ゴッドタン（テレビ東京は日曜2:10 - 2:35（土曜深夜）へ移動し2013年12月まで放送、2014年1月から日曜1:15 - 1:45（土曜深夜）に再移動。他のTXN5局は遅れネット化）
- きらきらアフロ（時間変更なしで2011年12月まで放送、2012年4月に『きらきらアフロTM』にリニューアルして再開）
- くだまき八兵衛X（時間変更なしで2012年9月まで放送）
- ドラマ24（2012年9月までは時間変更なしでかつ41分枠で放送、2012年10月から『ソコアゲ★ナイト』金曜版に内包の上1分短縮）
  - 上記以外の番組は本枠解消と同時に終了。

## 正月特別番組
2009年・2010年は同時間帯の番組による正月特別番組が放送されていた。居酒屋でいくつかの番組の出演者とスタッフによる新年会（収録時期は忘年会）形式で、各番組の面白い場面や未放送シーンを総集編形式で放送するのが基本的なスタイルであった。

### 放送番組
- 2009年1月1日放送 - 「新春!モヤモヤアリケンオヤジ 〜明日のテレビを考える〜」
- 2010年1月2日（1日深夜）放送 - バラエティ7スペシャル「モヤモヤアリケンゴッドタン テレビ東京ラジー賞 〜明日のテレビを考える〜」

## トライアル7
2011年7月19日（18日深夜）から7月22日（21日深夜）まではバラエティ枠において「トライアル7」（単発特別番組）を放送したのに伴い、『ハケンOLは見た!』・『極嬢ヂカラPremium』・『ゴッドタン』・『くだまき八兵衛X』の4番組と、テレビ大阪を除くTXN5局における『きらきらアフロ』は休止となった。同時に前述の5番組（テレビ大阪における『きらきらアフロ』は除く）におけるアナログ放送は7月12日 - 7月15日をもって終了した。7月19日の「トライアル7」に関してはテレビ愛知・テレビ大阪を除くTXN系列4局での放送となり、テレビ愛知では『モテキ☆リターンズ』第2話を、テレビ大阪は『勇者ヨシヒコと魔王の城』第2話をそれぞれ放送した。

### 放送番組
- 2011年7月19日（18日深夜） - 「マモレ!絶滅ニンゲン」
- 2011年7月20日（19日深夜） - 「〜現在進行型歴史番組〜ジョージ・ポットマンの平成史」
- 2011年7月21日（20日深夜） - 「あなデジ〜達人の技VSデジタルツール〜」
- 2011年7月22日（21日深夜） - 「なるほど!4コマ理論」

外部リンク
- トライアル7公式サイト
- マモレ!絶滅ニンゲン
- 〜現在進行型歴史番組〜ジョージ・ポットマンの平成史
- あなデジ〜達人の技VSデジタルツール〜
- なるほど!4コマ理論